# 1818
- Wikisource

| Calendário gregoriano                                                        | 1818 MDCCCXVIII                     |
| Ab urbe condita                                                              | 2571                                |
| Calendário arménio                                                           | 1267 – 1268                         |
| Calendário bahá'í                                                            | -26 – -25                           |
| Calendário budista                                                           | 2362                                |
| Calendário chinês                                                            | 4514 – 4515 Início a 5 de fevereiro |
| Calendário copta                                                             | 1534 – 1535                         |
| Calendário etíope                                                            | 1810 – 1811                         |
| Calendários hindus - Vikram Samvat - Calendário nacional indiano - Cáli Iuga | 1873 – 1874 1739 – 1740 4918 – 4919 |
| Calendário Holoceno                                                          | 11818                               |
| Calendário islâmico                                                          | 1233 – 1234                         |
| Calendário judaico                                                           | 5578 – 5579                         |
| Calendário persa                                                             | 1196 – 1197 Início a 21 de março    |
| Calendário rúnico                                                            | 2068                                |
| Calendário solar tailandês                                                   | 2361                                |

1818 (MDCCCXVIII, na numeração romana) foi um ano comum do século XIX do actual calendário gregoriano, da Era de Cristo, e a sua letra dominical foi D (53 semanas), teve início a uma quinta-feira e terminou também a uma quinta-feira.
| Ano completo                        |
| ----------------------------------- |
| Ano comum com início à quinta-feira |

## Eventos
- Integração do Estado de Bhopal na Índia britânica como estado principesco.

### Fevereiro
- 6 de fevereiro - No Rio de Janeiro, acontece a coroação de D. João VI como rei do Reino Unido de Portugal, Brasil e Algarves. Nesse mesmo dia é expedido decreto de indulto aos presos do reino do Brasil.

### Abril
- 19 de abril - O físico francês Augustin Fresnel assina sua preliminar "Nota sobre a Teoria da Difração" (depositada no dia seguinte). O documento termina com o que hoje chamamos de integrais de Fresnel.

### Maio
- 16 de maio - Fundada a cidade de Nova Friburgo, atualmente no Estado do Rio de Janeiro, Brasil.

### Julho
- 5 de julho - Fundada a cidade de Itaguaí, atualmente no Estado do Rio de Janeiro, Brasil.

### Setembro
- 18 de setembro - Independência do Chile em relação à Espanha.

### Dezembro
- 3 de dezembro - O Illinois torna-se o 21.º estado norte-americano.
- 4 de dezembro - A cidade de Santa Bárbara d'Oeste, São Paulo é fundada por Dona Margarida da Graça Martins.

## Nascimentos
- 13 de fevereiro - Angelica Singleton Van Buren, primeira-dama dos Estados Unidos. (m. 1877).
- 8 de abril - Cristiano IX da Dinamarca, rei da Dinamarca (m. 1906).
- 29 de abril - Alexandre II da Rússia, Imperador da Rússia (m. 1881).
- 5 de maio - Karl Marx, filósofo e sociólogo alemão (m. 1883).
- 25 de maio - Jacob Burckhardt, filósofo e historiador suíço (m. 1897).
- 27 de junho - Bárbara Maix, religiosa austríaca fundadora da Congregação das Irmãs do Imaculado Coração de Maria (m. 1873).
- 18 de julho - Louis Gerhard De Geer, foi primeiro-ministro da Suécia (m. 1896).
- 30 de julho - Emily Brontë, escritora e poetisa britânica (m. 1848).
- 26 de outubro - Tomás José da Anunciação, pintor português da época do romantismo (m. 1879).
- 9 de novembro - Ivan Sergeievitch Turgueniev, romancista e dramaturgo russo (m. 1883).
- 18 de novembro - Marco Minghetti, político italiano (m. 1886).
- 21 de novembro - Lewis Henry Morgan, antropólogo, etnólogo e escritor dos Estados Unidos (m. 1881).
- 5 de dezembro - D. Lourenço José Maria Boaventura de Almada Cirne Peixoto, 3.º conde de Almada (m. 1874).
- 24 de dezembro - James Prescott Joule, físico inglês (m. 1889).

## Mortes
- 5 de fevereiro - Carlos XIII da Suécia, rei da Suécia de 1809 a 1818 e rei da Noruega de 1814 a 1818 (n. 1748).
- 11 de março - Maria Luísa de Leiningen-Falkenburg-Dagsburg, condessa de Hesse-Darmstadt. (n. 1729).
- 30 de junho - Dom Manuel de Almeida de Carvalho, bispo de Belém do Pará. (n. 1747).
- 28 de julho - Gaspard Monge, matemático francês (n. 1746).
- 28 de outubro - Abigail Smith Adams, Ex-primeira-dama dos Estados Unidos. (n. 1744).

## Por tema
- 1818 no Brasil
- 1818 na ciência
- 1818 na literatura
- 1818 na música